# Роецкий, Ананий
Ананий Роецкий (19 июля 1896, Вильна — 19 ноября 1978, Варшава) — польский геофизик и караимский деятель.

## Биография
Родился в семье караимов Элеазара (работника аптечной компании) и Зефирины, урождённой Шпаковской.
В 1915—1917 годах служил в русской армии, достигнув звания второго лейтенанта; следующие несколько лет провёл в Вильнюсе и Крыму, в центре караимской религиозной жизни города Евпатория. С 1923 года изучал математику и астрономию в Вильнюсском университете, в 1929 году получил диплом по математике. Затем работал в этом университете метеорологом, а с 1931 года — ассистентом кафедры метеорологии. Занимался, среди прочего, измерением ветра, солнечного света и облаков в Вильнюсе и Тракае, климата Друскининкай. Для Вильнюсского садоводческого обществом прорабатывал прогнозы заморозков. В 1936—1938 годах находился в Берлине, где готовил докторскую диссертацию «О высоте воздушного слоя так называемой постоянной плотности и её зависимости от типов воздушных масс»; ему не удалось её защитить до начала войны. Рукопись сгорела во время войны, и Роецкий больше не пытался получить степень доктора наук.
С 1939 года работал в военной метеорологической службе, участвовал в сентябрьской кампании. Затем вернулся в Вильнюс, где преподавал математику и физику сначала официально, а с 1941 года в рамках тайного преподавания. С начала войны и до конца нацистской оккупации вместе с Владиславом Дзевульским, Еленой Страшинской и Яниной Глебович возглавлял университетский центр организованного польского тайного образования в Вильнюсе.
С 1944 года работал геологом и геофизиком в Литовском отделении Комитета Геологии СССР. Участвовал в работе университетской комиссии по репатриации в Польшу бывших сотрудников Вильнюсского университета. Прибыв в Польшу, не принял предложение о работе в Ягеллонском университете, но стал помощником Торунского университета; впоследствии начал работать в Национальном гидрологическом и метеорологическом институте, достигнув должности заместителя директора. С 1950 года имел статус независимого исследователя. В 1959 году стал ассистентом кафедры геофизики Польской академии наук; оставил эту работу в 1965 году, а через четыре года вышел на пенсию. Кроме постоянных должностей он проводил лекции и семинары по метеорологии, климатологии и океанографии в Варшавском университете.
Был соучредителем Польского гидрологического и метеорологического общества (1947), переименованного в 1966 году в Польское географическое общество. Являлся его членом, а в 1974 году получил почётное членство. Много лет был членом редакционного совета журнала «Przegląd Meteorologiczny i Hydrologiczny» (с 1956 года «Przegląd Geofizyczny»), исполняя обязанности главного редактора (1954—1973). Заслужил свою должность организатора гидрологической и метеорологической службы, провёл многочисленные профессиональные курсы, анонсировал публикации учебников, в частности, «Инструкция для дождевых станций польской сети» (1946), «Таблицы деления для использования наблюдателей метеостанций» (1949) и т. д. Был редактором и автором вступления в книгу «Выдержки из исторических источников о чрезвычайных гидрологических и метеорологических явлениях в Польше X—XVI веков».
Участвовал в разработке польской версии Международного облачного атласа (1950), а в журнале «Przegląd Geofizyczny» публиковал обзоры современной научной литературы в области геофизики. Также интересовался историей метеорологии в Польше.

## Деятельность для караимских общин
С юности активно участвовал в караимских организациях. Являлся членом правления Вильнюсской ассоциации караимов (в 1923 году как секретарь), редактировал периодическое издание «Myśl Karaimska». Его интересовал вопрос демографии населения караимов в Польше. Сразу после войны являлся членом комитета, организовывавшего религиозную жизнь караимов от имени Караимского религиозного объединения.
Похоронен на караимском кладбище в Варшаве.

## Семья
Дед — Ананий Роецкий (ок. 1822—1887), сын Пинахаса га-Роэ, газзан Поневежско-Новоместской общины, фермер из Ковенщины. Был женат на Анне (ок. 1825—1892), от которой имел пять сыновей и три дочери.
Отец — Элиэзер (Элеазар) Роецкий (1868—1902), родом из Поневежа, работал в оптовой аптечной фирме «Segal Spółka Akcyjna».
Мать — Зефирина (Цефира-Ханина), урождённая Шпаковская (1862—1935), родом из Трок, дочь Адольфа (Абрама, сына Езехиэля), садовника по профессии, и Софьи, урождённой Юхневич.
Сестра — Надежда Роецкая (1898—1986), ботаник и фитопатолог. 

## Награды
Награждён Серебряным Крестом Заслуг и Орденом Возрождения Польши.